# شهرستان الفاو، استان بصره
شهرستان الفاو  یک شهرستان‌های عراق در عراق است که در استان بصره واقع شده‌است.